# Arnór Atlason
Arnór Atlason (født 23. juli 1984) er en islandsk håndboldspiller, der til daglig er cheftræner for TTH Holstebro.
Han var en fast del af det islandske landshold, med hvem han vandt sølv ved OL i 2008, og bronze ved EM i 2010.